# Genome Research
Genome Research (скорочено Genome Res) — щомісячний рецензований журнал присвячений генетиці та генній інженерії. Журнал видає Cold Spring Harbor Laboratory з 1991 року.
Спочатку він називався «PCR Methods and Applications», а в 1995 році його було перейменовано на поточну назву.
Редактори: Аравінда Чакраварті, Еван Айхлер, Річард А. Гіббс, Ерік Д. Грін, Річард М. Майєрс і Вільям Паван.